# Kajetan Szmyt
Kajetan Szmyt (Poznań, 2002. május 29. –) lengyel korosztályos válogatott labdarúgó, a Zagłębie Lubin játékosa.

## Pályafutása

### Klubcsapatokban
2019. április 24-én a Warta Poznań sajátnevelésű játékosakén debütált az első csapatban a Chojniczanka Chojnice ellen. 2020. február 3-án kölcsönbe került a szezon végéig a Górnik Polkowice csapatához. Ugyanekkor 2021. december 31-ig meghosszabbították a szerződését. Február 29-én a Skra Częstochowa ellen 4–1-re megnyert bajnoki mérkőzésen mutatkozott be csereként. 2020. szeptember 12-én mutatkozott be a Warta csapatában az élvonalban a Piast Gliwice ellen. 2021. február 24-én jelentették be, hogy kölcsönbe került az alacsonyabb osztályú Nielba Wągrowiec csapatához. Júliusban ismét a Górnik Polkowice csapata vette kölcsönbe. Szeptember 16-án megszerezte első gólját a Stomil Olsztyn ellen 2–2-re végződő másodosztályú bajnoki találkozón. Október 23-án a Korona Kielce ellen megszerezte a klubban a második bajnoki találatát. 2022. január 3-án idő előtt visszarendelte a Warta Poznań. Március 22-én 2023 végéig szóló szerződést írt alá, ami 2025. június 30-ig meghosszabbítható. 2023. március 3-án a klubja aktiválta a szerződésében foglaltakat, miszerint a 2024–25-ös szezon végéig meghosszabbította a szerződését. Március 19-én megszerezte az első gólját a Poznań színeiben a Lechia Gdańsk ellen 2–0-ra megnyert élvonalbeli találkozón. Április 14-én a Śląsk Wrocław ellen tudott ismét eredményes lenni.
2024. június 21-én hároméves szerződést írt alá a Zagłębie Lubin csapatával. Augusztus 17‑én debütált a Lech Poznań ellen a bajnokságban. 2025. március 16-án a Korona Kielce elleni bajnokin megszerezte első gólját az 1–1-re végződő találkozón.

### A válogatottban
2022. szeptember 12-én meghívót kapott Michał Probierz a Lengyelország U21-es válogatott edzőjétől. Szeptember 23-án Görögország ellen mutatkozott be. November 21-én megszerezte első U21-es válogatott gólját Törökország ellen 3–2-re megnyert mérkőzésen. Pályára lépett Adam Majewski válogatottjában a 2025-ös U21-es labdarúgó-Európa-bajnokságon.

## Statisztika
2023. április 14-én frissítve.
| Klub                       | Szezon   | Bajnokság | Bajnokság | Kupa  | Kupa | Nemzetközi | Nemzetközi | Egyéb | Egyéb | Összesen | Összesen |
| Klub                       | Szezon   | Meccs     | Gól       | Meccs | Gól  | Meccs      | Gól        | Meccs | Gól   | Meccs    | Gól      |
| -------------------------- | -------- | --------- | --------- | ----- | ---- | ---------- | ---------- | ----- | ----- | -------- | -------- |
| Warta Poznań               | 2018–19  | 2         | 0         | —     | —    | —          | —          | —     | —     | 2        | 0        |
| Warta Poznań               | 2019–20  | 1         | 0         | 0     | 0    | —          | —          | —     | —     | 1        | 0        |
| Warta Poznań               | 2020–21  | 6         | 0         | 2     | 0    | —          | —          | —     | —     | 8        | 0        |
| Warta Poznań               | 2021–22  | 6         | 0         | —     | —    | —          | —          | —     | —     | 6        | 0        |
| Warta Poznań               | 2022–23  | 25        | 2         | 2     | 0    | —          | —          | —     | —     | 27       | 2        |
| Warta Poznań               | Összesen | 40        | 2         | 4     | 0    | 0          | 0          | 0     | 0     | 44       | 2        |
| Górnik Polkowice (kölcsön) | 2019–20  | 7         | 0         | —     | —    | —          | —          | —     | —     | 7        | 0        |
| Górnik Polkowice (kölcsön) | Összesen | 7         | 0         | 0     | 0    | 0          | 0          | 0     | 0     | 7        | 0        |
| Nielba Wągrowiec (kölcsön) | 2020–21  | 13        | 0         | —     | —    | —          | —          | —     | —     | 13       | 0        |
| Nielba Wągrowiec (kölcsön) | Összesen | 13        | 0         | 0     | 0    | 0          | 0          | 0     | 0     | 13       | 0        |
| Górnik Polkowice (kölcsön) | 2019–20  | 17        | 2         | 1     | 0    | —          | —          | —     | —     | 18       | 2        |
| Górnik Polkowice (kölcsön) | Összesen | 17        | 2         | 1     | 0    | 0          | 0          | 0     | 0     | 18       | 2        |
| Összesen                   | Összesen | 77        | 4         | 5     | 0    | 0          | 0          | 0     | 0     | 82       | 4        |